# Subdistrito fitogeográfico del tala

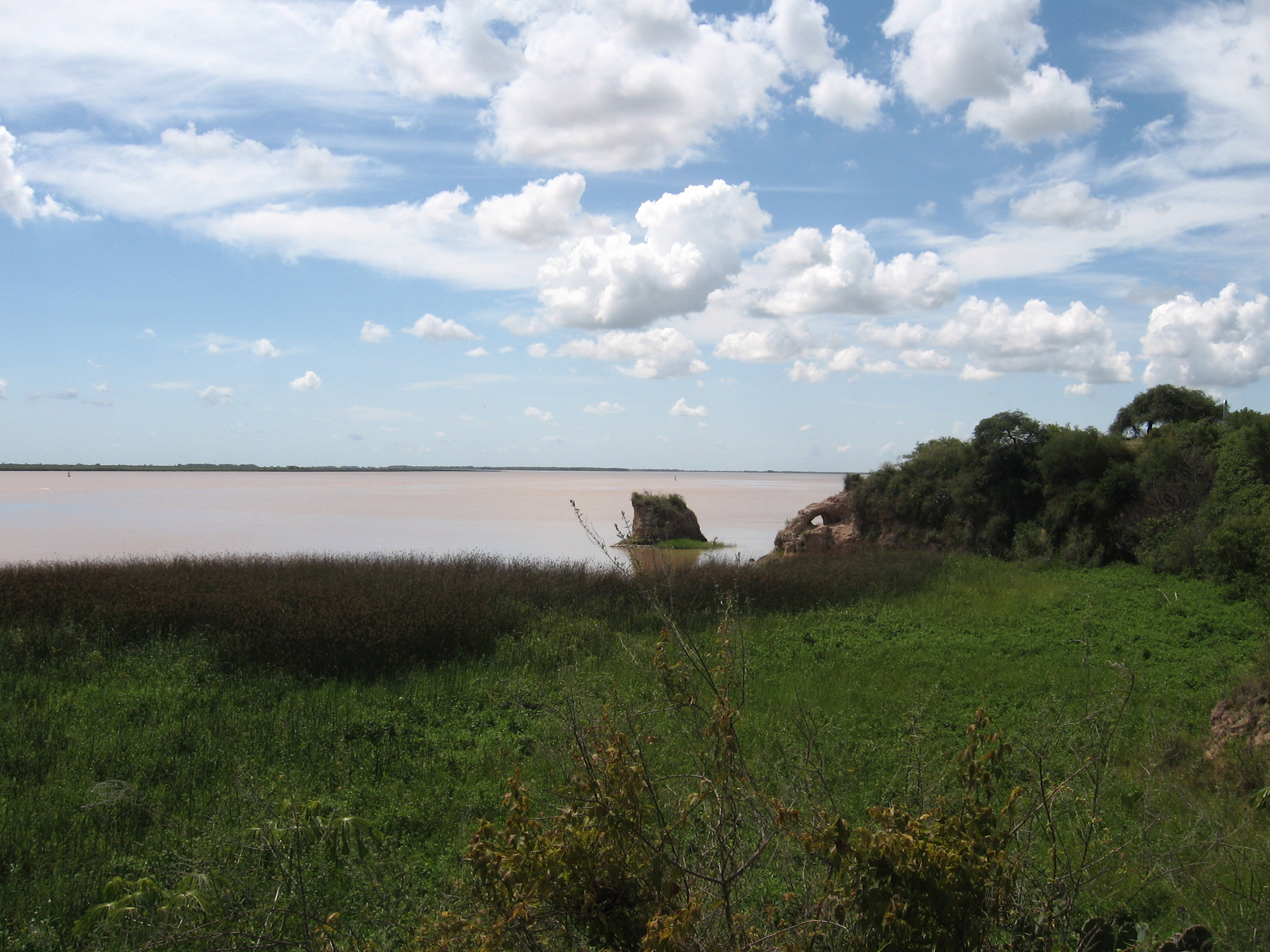
Talar de barranca en Vuelta de Obligado, partido de San Pedro. Las barrancas boscosas caen a pique sobre el río Paraná.

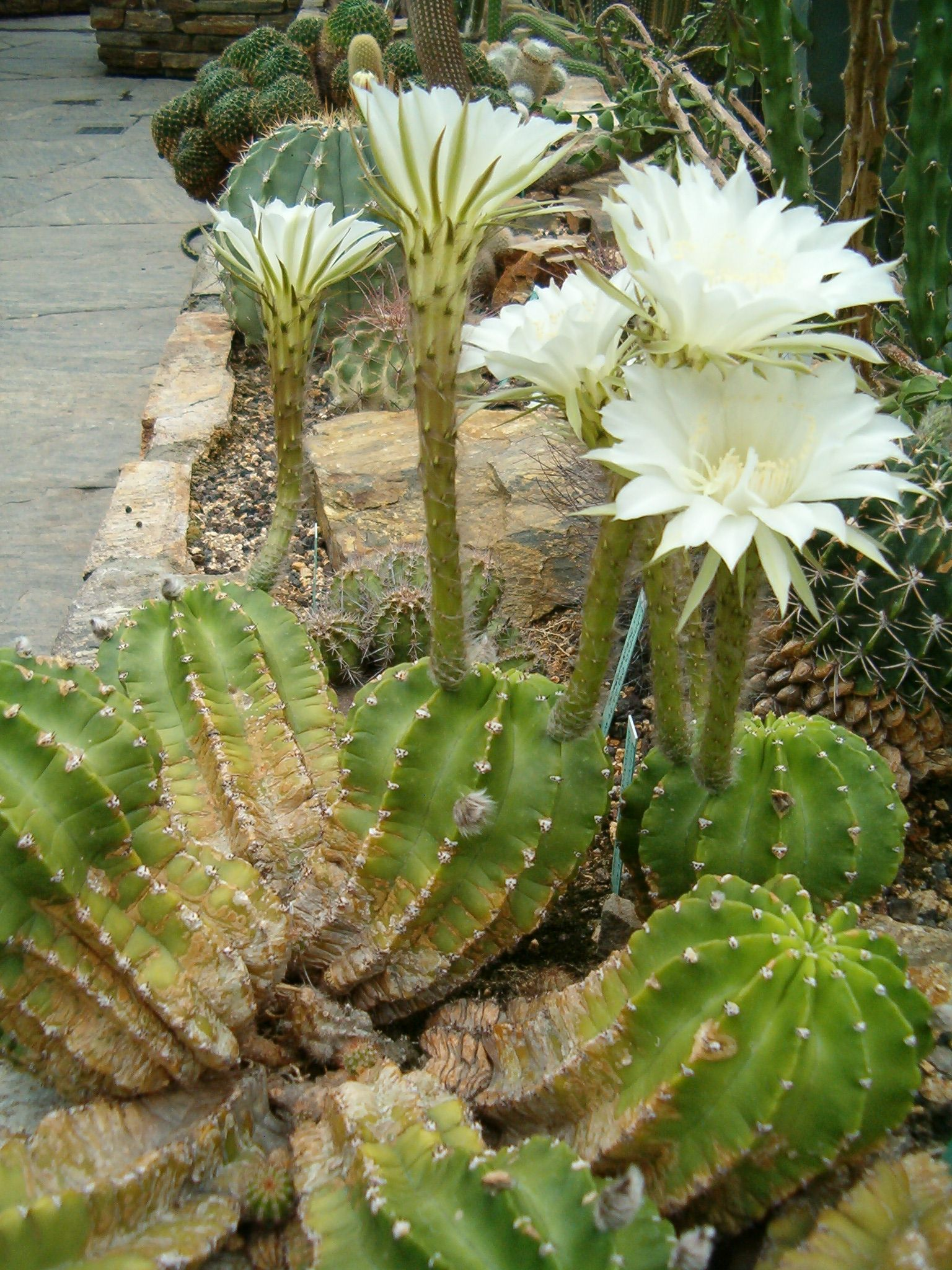
Flores de Echinopsis eyriesii, una cactácea característica del sector boscoso que medra sobre barrancas.

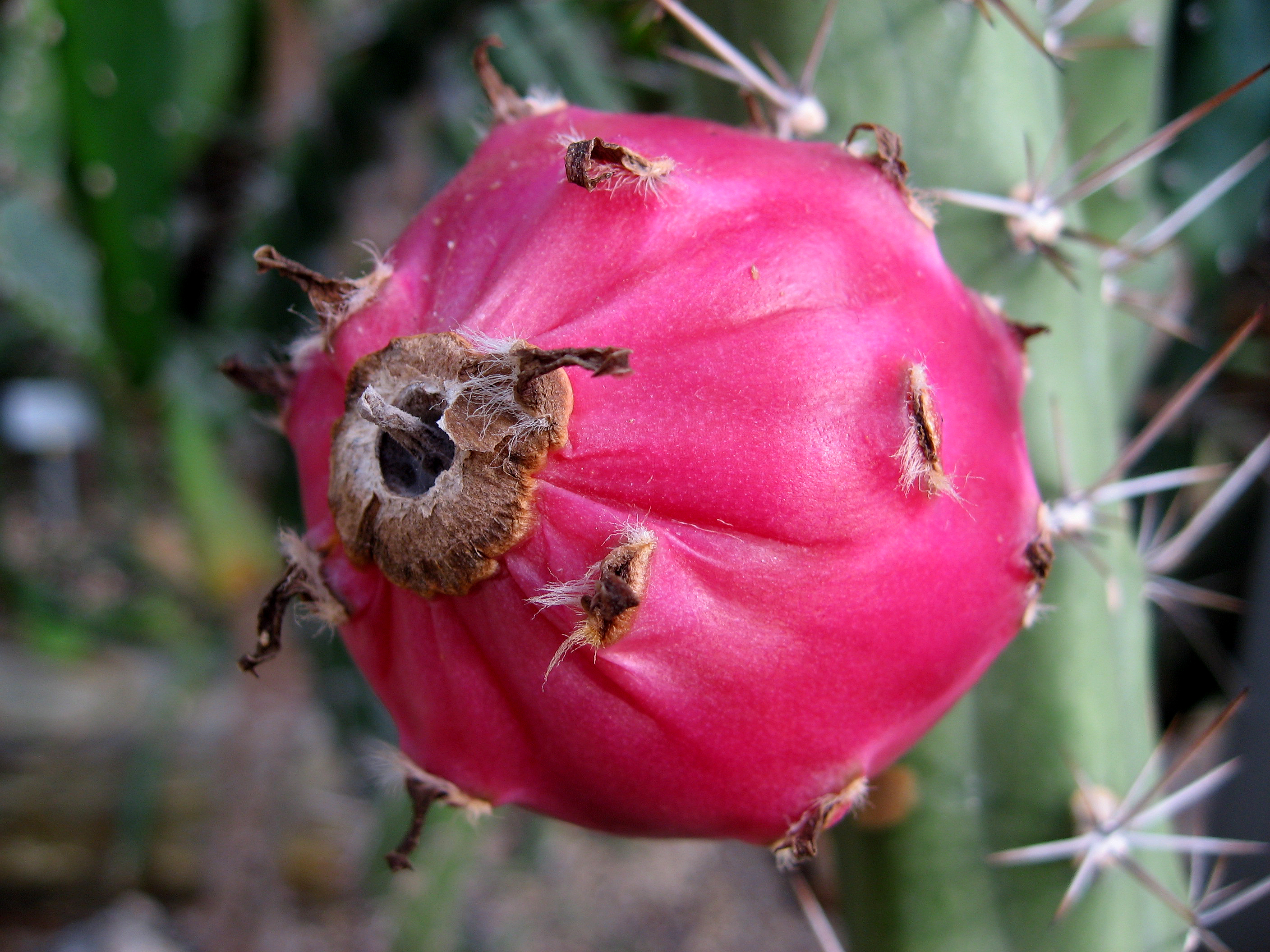
Fruto de Harrisia pomanensis, una cactácea característica del sector boscoso que medra sobre barrancas.

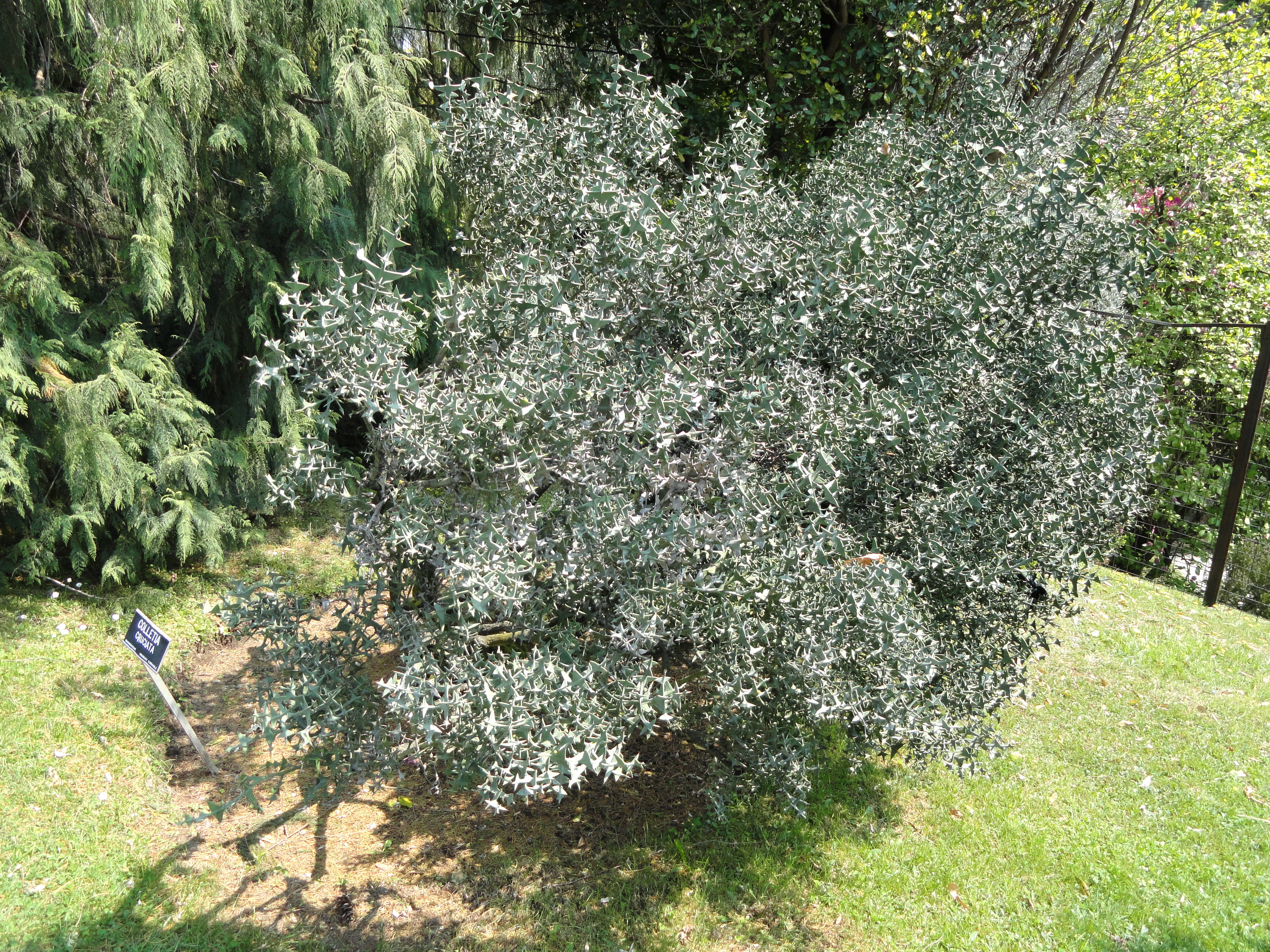
El curro (Colletia paradoxa). Este arbusto es la única leñosa de la Subdivisión fitogeográfica del Talar de conchilla que no «baja» desde el norte, pues accede a los talares más australes de dicha Subdivisión al interconectarse esta con arbustales del pedemonte de la sierra de los Padres.

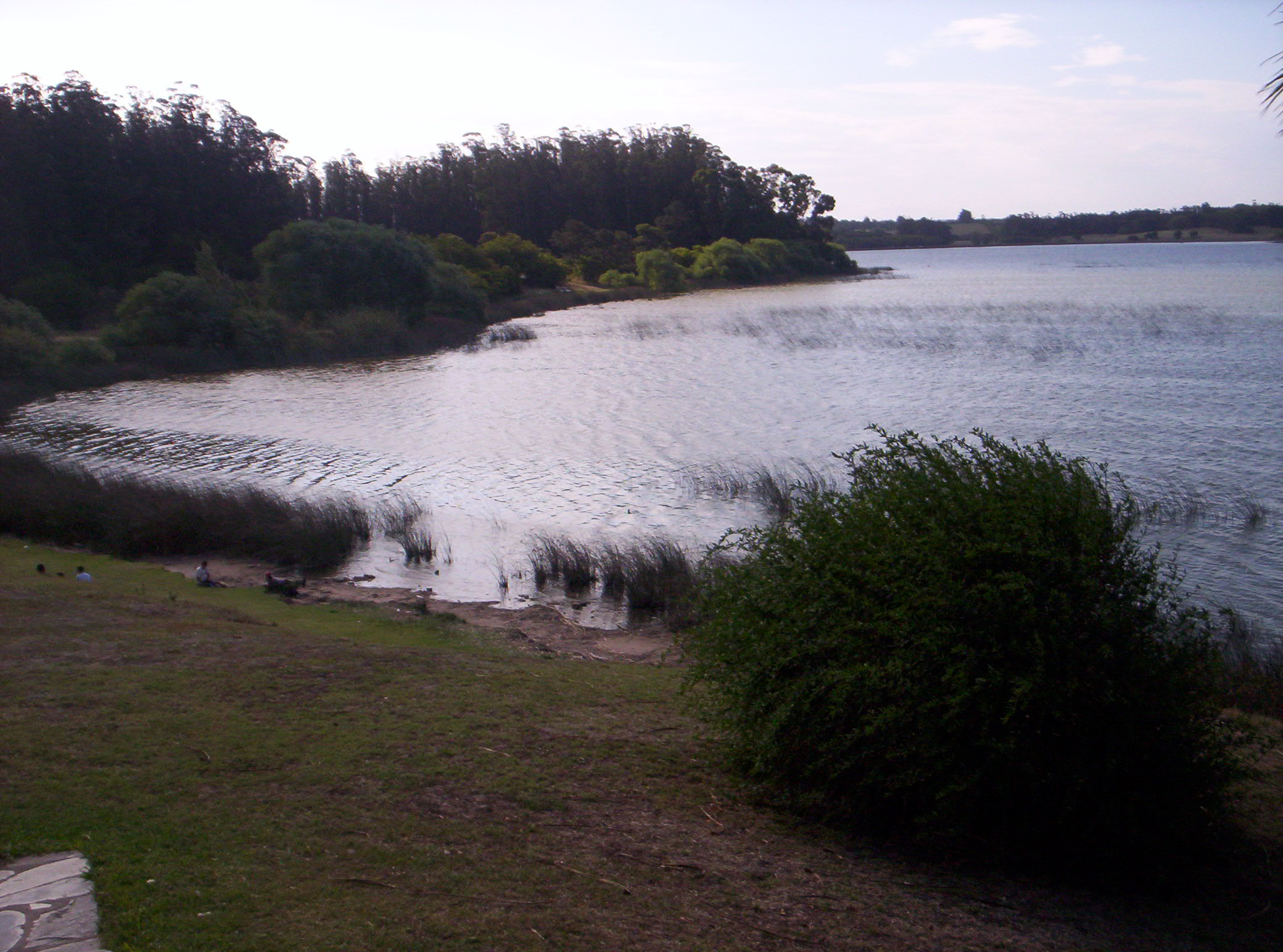
Laguna de los Padres. En las lomas aledañas se encuentran los últimos vestigios australes de la Subdivisión fitogeográfica del Talar de conchilla.

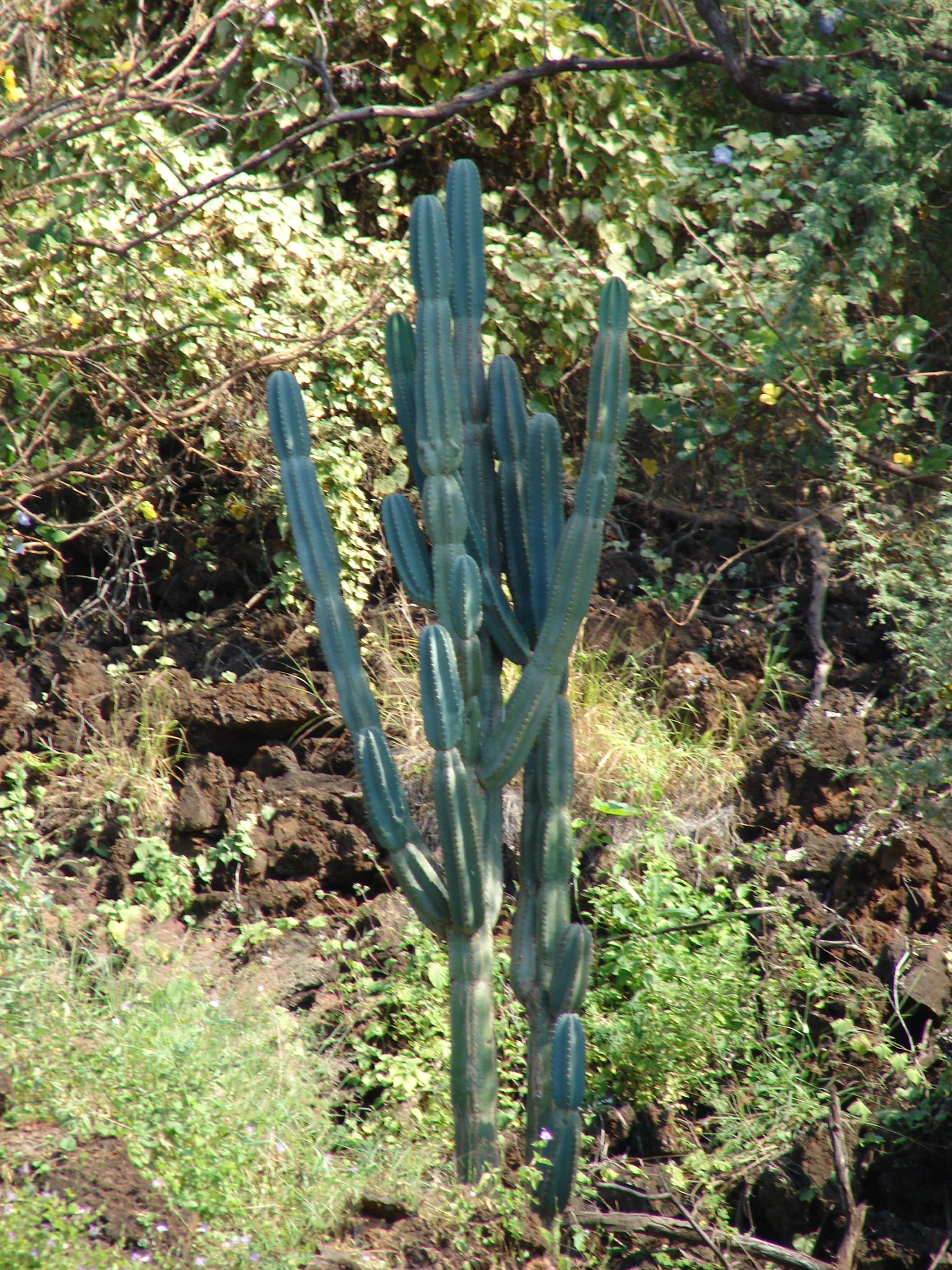
El cardón oriental (Cereus uruguayanus) es característico del sector boscoso que medra sobre barrancas.

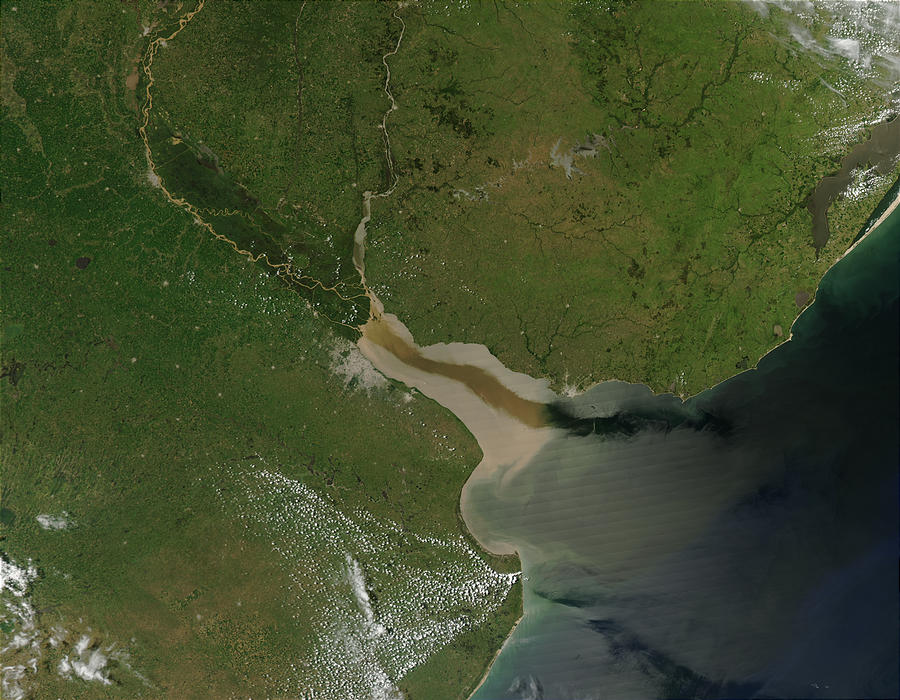
Fotografía satelital del área ocupada por el Subdistrito fitogeográfico del Tala.

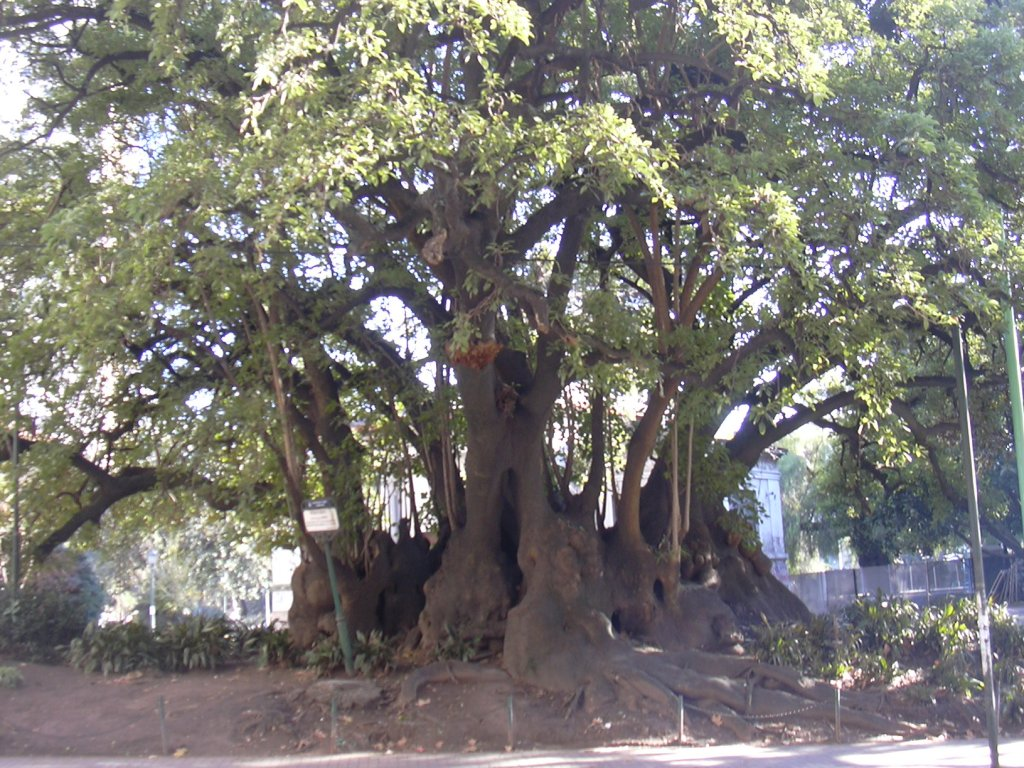
El ombú (Phytolacca dioica), es uno de los árboles más llamativos de este Subdistrito fitogeográfico.

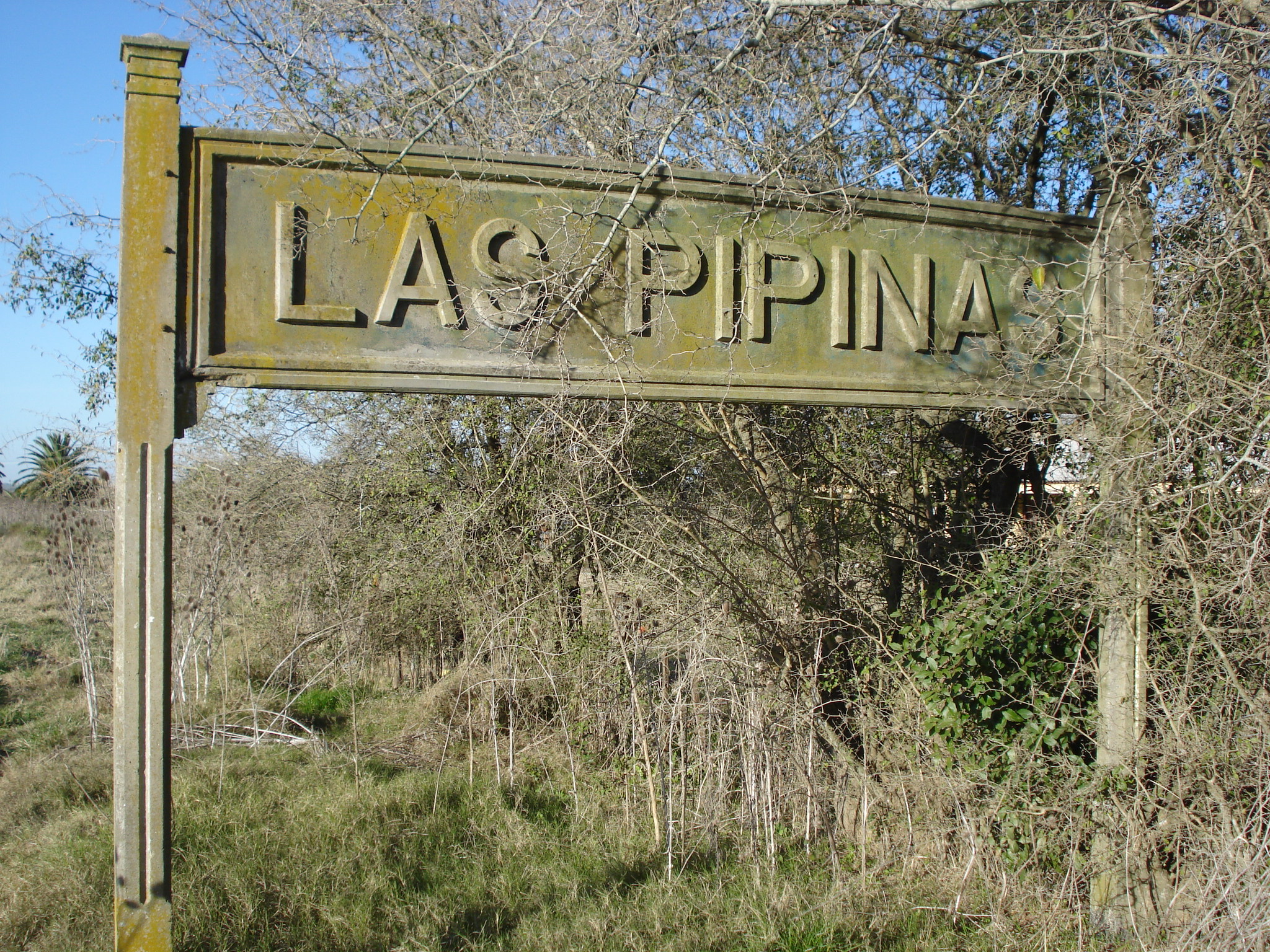
Talas (Celtis ehrenbergiana) en la localidad de Pipinas, Subdivisión fitogeográfica del Talar de conchilla. Esta es la especie arbórea clave del Subdistrito.

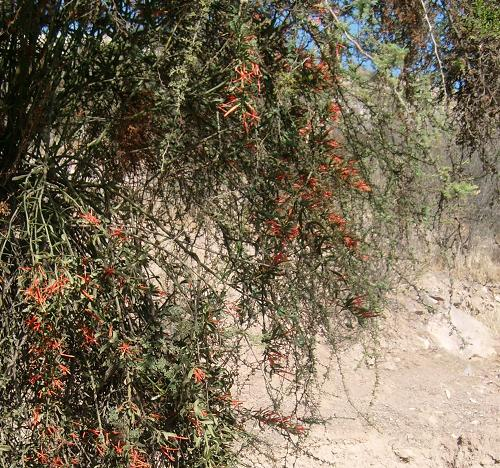
La liga (Ligaria cuneifolia), una hemiparásita epifita que en Buenos Aires sólo se presenta en la formación del Talar de barranca.

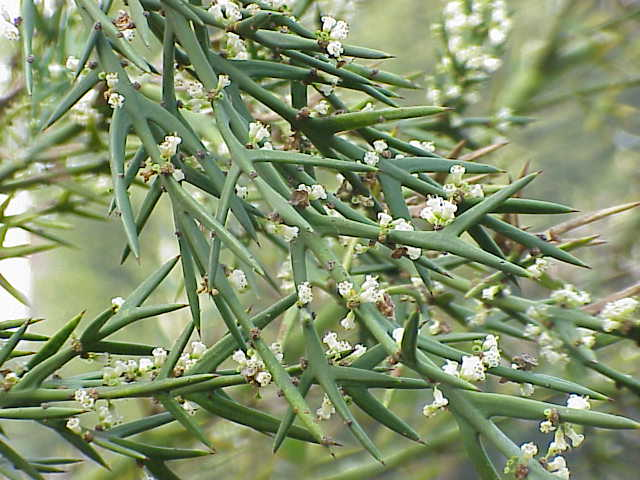
La barba de tigre (Colletia spinosissima) es un arbusto común en el sector norte de la Subdivisión fitogeográfica del Talar de conchilla.

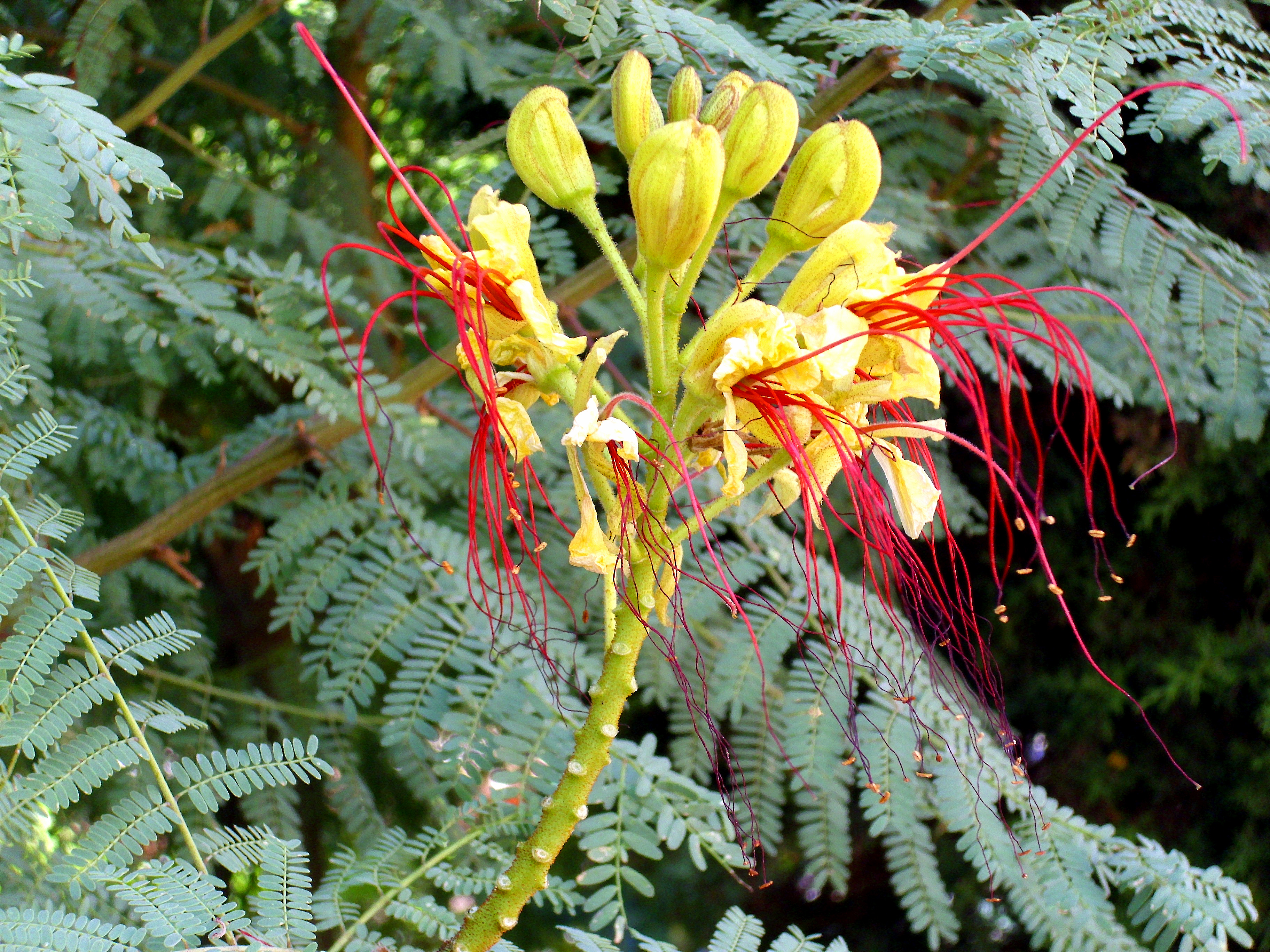
La barba de chivo (Caesalpinia gilliesii) es un arbusto común en la Subdivisión fitogeográfica del Talar de barranca.

El subdistrito fitogeográfico del tala es una subvariante del distrito fitogeográfico del algarrobo, perteneciente a la provincia fitogeográfica del espinal. Incluye formaciones de bosques xeromórficos subclimáxicos dominados por una especie arbórea de modesta altura: el tala (Celtis ehrenbergiana). Para algunos autores merecería ser considerado como un Distrito propio, es decir: el distrito fitogeográfico del tala. Se lo encuentra en el este de la Argentina, en el sudeste de la provincia de Santa Fe, y el nordeste y este de Buenos Aires, hasta alcanzar las proximidades del océano Atlántico.

## Sinonimia
Para algunos autores, el que no sea una especie del género Prosopis la que domine, incluso faltando dicho género en buena parte de la formación, amerita para que la misma sea tratada como un Distrito fitogeográfico propio dentro de la Provincia fitogeográfica del Espinal, y no un mero Subdistrito del Distrito fitogeográfico del Algarrobo.

## Distribución
Este Subdistrito fitogeográfico se distribuye en el sudeste de la provincia de Santa Fe, y el nordeste y este de Buenos Aires, hasta terminar en las proximidades del mar Argentino del océano Atlántico en Mar del Plata, y sobre las faldas del sistema de Tandilia, en las lomas que bordean a la laguna de los Padres. También se encuentran en pequeñas barrancas de bordes de lagunas y arroyos, en el interior provincial, formando así pequeños bosques en Brandsen, Chascomús, Monte, 25 de Mayo, etc.
Según la clasificación de Ángel Lulio Cabrera, también cubriría los bosques de la margen opuesta del río Paraná, en el sur de Entre Ríos. 
Las altitudes van desde el nivel del mar hasta los 50 m s. n. m.

## Afinidades florísticas
Este Distrito fitogeográfico guarda estrecha relación con la formación típica del Distrito fitogeográfico del Algarrobo y con el Distrito fitogeográfico del Ñandubay, ambos pertenecientes a la Provincia fitogeográfica del Espinal. 

## Clima
Los tipos climáticos presentes en esta formación son, de norte a sur, pampeano subtropical hasta el partido de Zárate, desde allí hasta punta Piedras se presenta el subtropical marítimo, luego el pampeano marítimo en la zona de la bahía de Samborombón y la costa marítima, y finalmente marítimo cálido, en la región de Mar del Plata.
Las mínimas absolutas rondan los -6 °C. Las lluvias se presentan se una época marcada, totalizando desde los 800 hasta los 1100 mm.

## Características
Fisionómicamente se presenta como un bosque xeromórfico subclimáxico, bajo, de hasta 10 metros de altura, con especies dominantes con xeromorfia más o menos presente, de hojas reducidas, coriáceas, y hasta áfilas. Está integrado por árboles de forma achaparrada, con sotobosque de hiebas y arbustos, algunas enredaderas y epifitas. 
En todo el subdistrito el árbol más abundante es el tala (Celtis ehrenbergiana) el cual fue por mucho tiempo conocido como Celtis spinosa y luego como Celtis tala. Si bien crece en gran parte del continente americano, llegando incluso hasta el sur de los Estados Unidos, sólo en la Provincia de Buenos Aires es un árbol clave, dominando ampliamente el ecosistema en el que crece, a tal punto abunda que los mismos bosques son llamados talares.

## Subdivisiones
El subdistrito puede ser subdividido en dos secciones.

### Subdivisión fitogeográfica del Talar de barranca
Esta sección se distribuye desde las barrancas del Paraná en la boca del río Carcarañá, en el sudeste de la provincia de Santa Fe, continuando hacia el sur sobre las barrancas paranaenses y penetrando sobre ellas en el nordeste de Buenos Aires, y luego sobre las antiguas barrancas de la margen derecha del tramo superior del Río de la Plata, hasta que estas se extinguen en las barrancas de la margen izquierda del Riachuelo en la Ciudad Autónoma de Buenos Aires, en donde se está recreando este ecosistema en la reserva de Costanera Sur. 
Al presentarse a una menor latitud y por su mayor cercanía a los bosques continuos del Espinal, es por mucho la variante más biodiversa. 
Estrato arbóreoEl tala es acompañado, además de por la casi totalidad de los elementos de la sección siguiente, por el tembetarí (Fagara rhoifolia), el chañar (Geoffroea decorticans), el algarrobo blanco (Prosopis alba), el algarrobo dulce (Prosopis flexuosa), el quebracho blanco (Aspidosperma quebracho-blanco), el paratodo (Tabebuia nodosa) —los dos últimos muy raros—, el quebradillo (Acanthosyris spinescens), etc.
Estrato arbustivo o sotobosqueEn el estrato arbustivo se presentan la barba de chivo (Caesalpinia gilliesii), el chal-chal de gallina (Schaefferia argentinensis), las congorosas (Maytenus vitis-idaea y Maytenus ilicifolia), Capparis tweediana, el barba de tigre (Colletia tenuicola), el chucupí (Porlieria microphylla), varias cactáceas como el cardón oriental (Cereus uruguayanus), el cardoncito (Cereus aethiops), varias Opuntia, Harrisia pomanensis, Echinopsis oxygona, el calafate (Berberis ruscifolia), los niño-urupás (Aloysia chacoensis y Aloysia gratissima), varias carquejas y chilcas (Baccharis), el chivil (Lycium cestroides), el abutilon (Abutilon pauciflorum), el tabaquillo del talar (Trixis praestans), Holmbergia tweediei, Senecio grisebachii, etc.
Estrato herbáceoEn el sotobosque herbáceo umbrófilo se encuentran: Peperomia comarapana, Menodora integrifolia, Justicia campestris, Cucurbitella asperata, la dichondra (Dichondra microcalyx), los camarás (Lantana x entrerriensis y Lantana x megapotamica), Halimolobus montanus, etc.
En los claros inalterados del bosque se presentan gramíneas: Stipa charruana, Stipa philippii, Stipa bavioensis, Melica macra, Bromus uruguayensis, Bromus unioloides, etc.
Estrato escandenteSon varias las enredaderas que trepan por las ramas, en especial destacan las barba de viejo (Clematis bonariensis y Clematis denticulata), el mburucuyá (Passiflora caerulea), los tasis (Araujia hortorum y Morrenia odorata), etc.
Estrato epifítico y muscinalEntre las especies epifitas, además de repetir las especies de la subdivisión siguiente, encontramos la liga (Ligaria cuneifolia), etc.

### Subdivisión fitogeográfica del Talar de conchilla
Esta formación señala la presencia de suelos profundos y sueltos, bien drenados, no inundables, frecuentemente sobre subsuelos arenosos o conchillíferos.
Es el talar característico de las llanuras del este de Buenos Aires, creciendo en isletas boscosas de suelos más elevados rodeadas de pastizales inundables. Forma una franja que partiendo desde el Riachuelo y montada sobre lomadas altas con subsuelos toscosos, sobre cordones de médanos fósiles como en la zona de Monte Veloz, pero especialmente sobre los cordones de conchillas marinas del Plantense depositados en las últimas ingresiones marinas, los que se elevan sólo unos pocos metros por sobre la casi total horizontalidad de la llanura circundante. También se encuentran en pequeñas barrancas de bordes de lagunas y arroyos, en el interior provincial, formando así pequeños bosques en Brandsen, Chascomús, Monte, 25 de Mayo, etc. Finalmente, en su avance hacia el sur se extiende hasta las proximidades del mar Argentino del océano Atlántico en Mar del Plata, y sobre las faldas de las estribaciones australes del sistema orográfico de Tandilia, en las lomas que bordean a la laguna de los Padres. Esta sección también se presentaba en algunos pocos sectores al norte del Riachuelo, específicamente en la margen derecha del valle de inundación del Paraná en su desembocadura, en lomas conchíferas sobre bañados en la zona de Benavidez; estos bosques han sido totalmente transformados en urbanizaciones.
Estrato arbóreoEn el Talar de conchilla falta por completo el género Prosopis, y al dominante tala lo acompañan el sauco (Sambucus australis), el incienso (Schinus longifolia), el sombra de toro (Jodina rhombifolia), el coronillo (Scutia buxifolia), el tembetarí (Fagara hyemalis) —raro—, etc.
El talar se va empobreciendo en la medida que avanza hacia el sur. Algunas especies sólo se encuentran en el sector norte de la sección, hasta la zona de la boca del río Salado o de la bahía de Samborombón, por ejemplo el ombú (Phytolacca dioica), el espinillo (Acacia caven), etc.
Estrato arbustivo o sotobosqueLas cactáceas están ausentes; se encuentran algunos arbustos como la rama negra (Senna corymbosa), el barba de tigre (Colletia spinosissima), el duraznillo negro (Cestrum parqui), el ñapinday (Acacia bonariensis), etc. Este arbusto es La única leñosa de esta Subdivisión fitogeográfica que no «baja» desde el norte, pues accede a los talares más australes de dicha Subdivisión al interconectarse esta con arbustales del pedemonte de la sierra de los Padres, es el curro (Colletia paradoxa).
Estrato herbáceoEn el sotobosque el umbrófilo se encuentran dos orquídeas: Beadlea elata y Chloraea membranacea, Blumembachia urens, Blumembachia uinsignis, Dichondra repens, etc.
Estrato epifítico y muscinalEntre las especies epifitas, además de repetir las especies de la subdivisión siguiente, encontramos los claveles del aire (Tillandsia aeranthos y Tillandsia meridionalis), helechos, etc.
Estrato escandenteRepite algunas de las especies de la subdivisión anterior.

## Conservación
Es poco lo que aún ha logrado permanecer en pie de este particular ecosistema, especialmente de la subdivisión septentrional. Primeramente fue la destrucción para transformarlos en carbón y leña en una zona naturalmente escasa en estos recursos; posteriormente la drástica reconversión a tierras agrícolas de los bosques próximos a las barrancas, quedando estos limitados sólo al mismo talud de ellas. Una tercera fase destructiva se presentó al ser esta sona la más poblada del país, por lo que muchos de los bosques terminaron convirtiéndose en barrios. Finalmente, el peor enemigo resultó ser la dañina invasión de especies arbóreas de origen exótico, las que han logrado desplazar a los elementos nativos en los escasos núcleos forestales remanentes. 